# Diocesi di Chartres

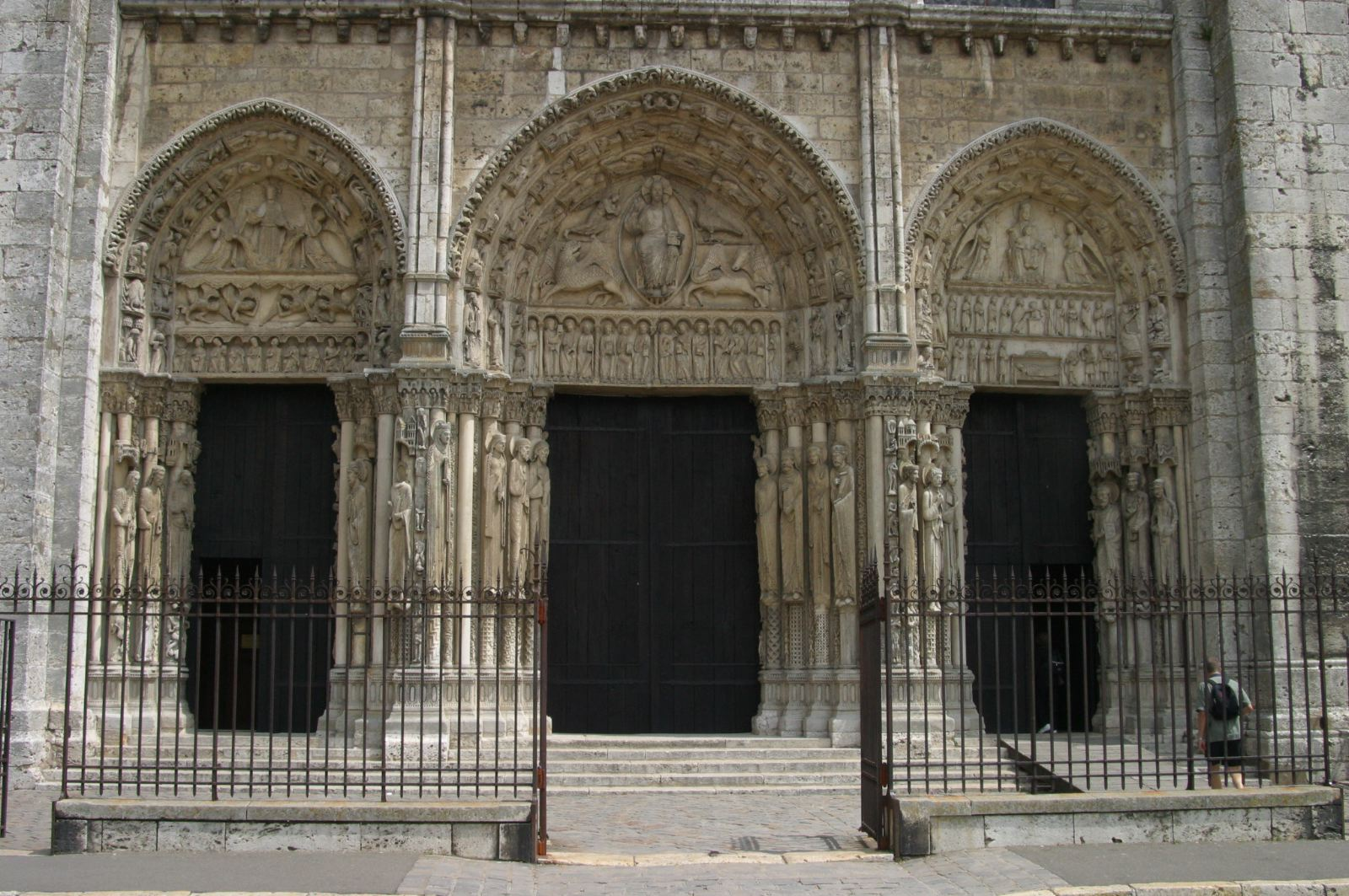
Portale occidentale della cattedrale di Chartres.

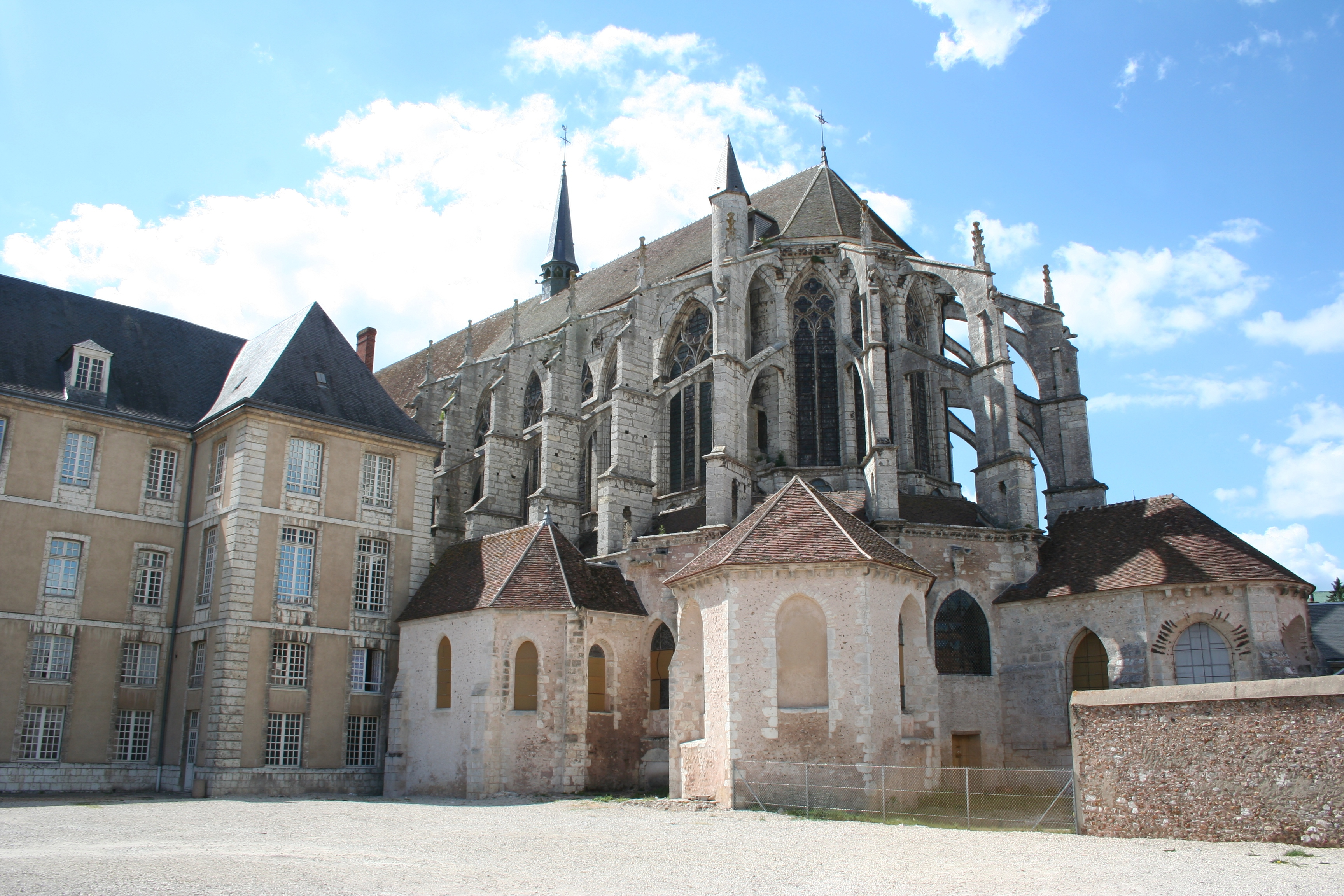
La chiesa di Saint-Pierre a Chartres, che prima della rivoluzione faceva parte dell'abbazia Saint-Père-en-Vallée, fondata nel VII secolo.

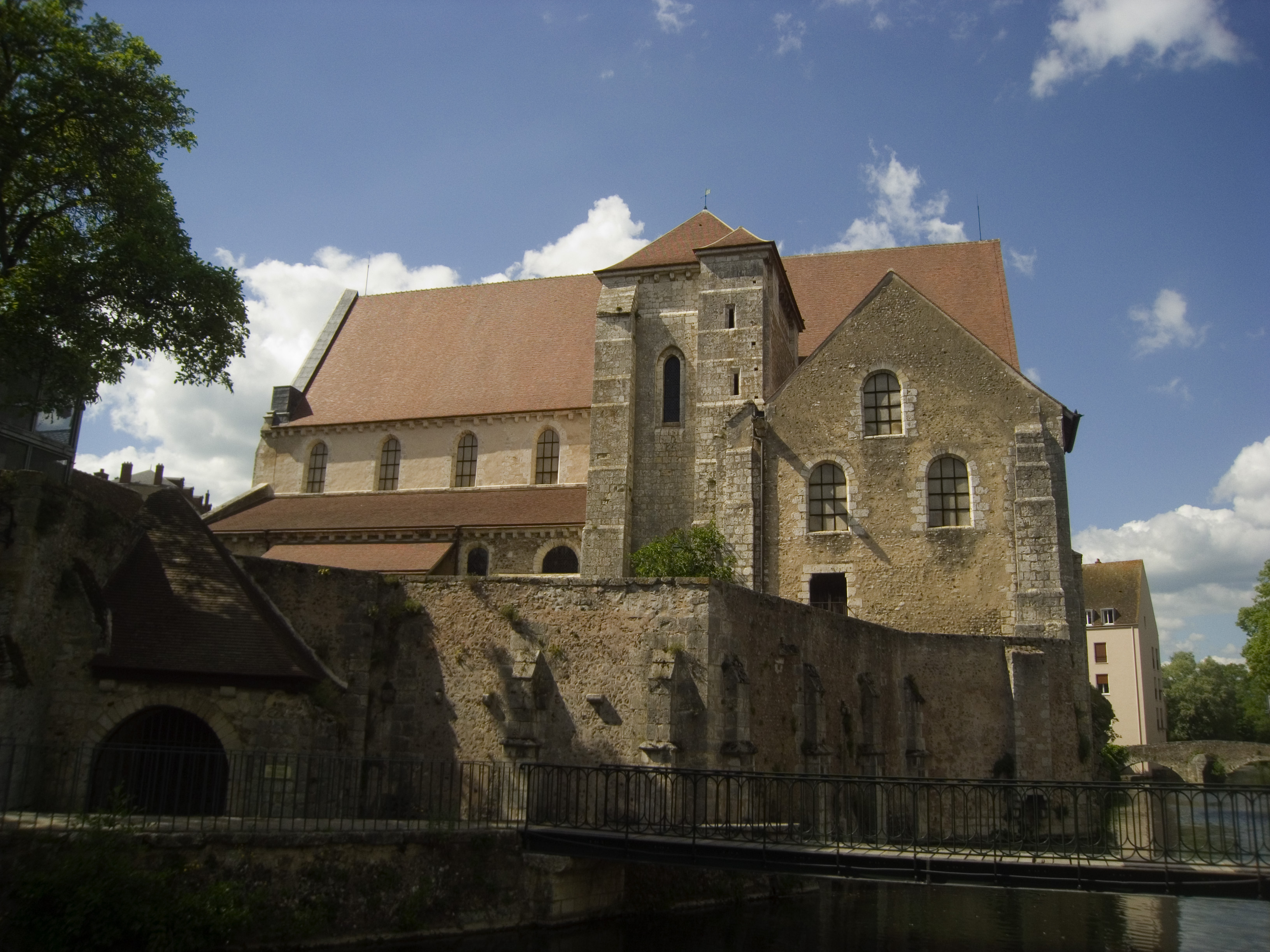
La chiesa collegiata di Saint-André a Chartres, esempio di architettura romanica del XII secolo.

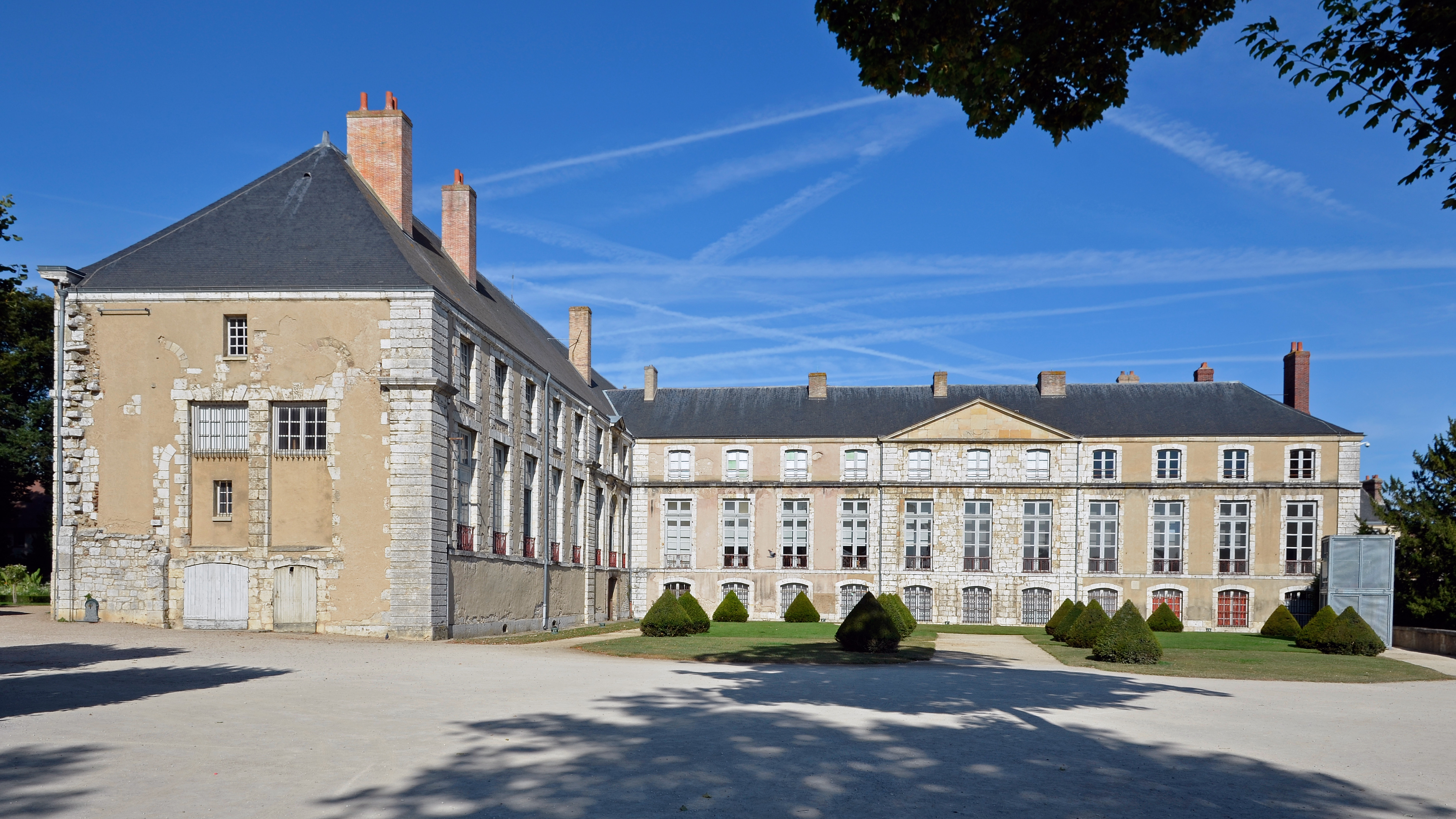
L'ex palazzo episcopale di Chartres del XVIII secolo, che fu residenza del vescovo fino al 1905, ospita oggi il museo delle Belle Arti della città.

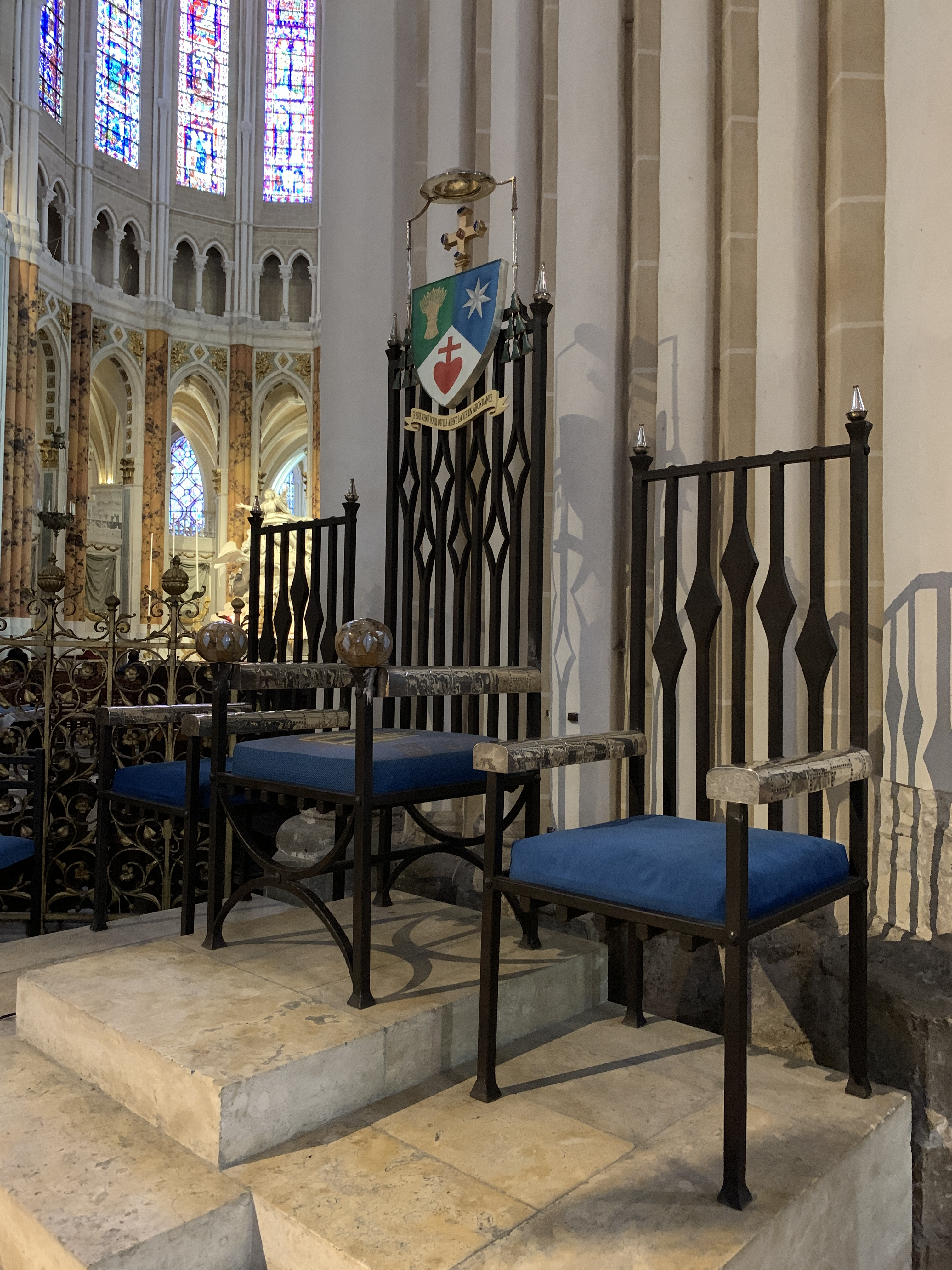
La cattedra episcopale, realizzata nel 1992 dall'artista Goudji in collaborazione con il fabbro Francis Tempier

La diocesi di Chartres (in latino Dioecesis Carnutensis) è una sede della Chiesa cattolica in Francia suffraganea dell'arcidiocesi di Tours. Nel 2023 contava 287.000 battezzati su 433.000 abitanti. È retta dal vescovo Philippe Maurice Marie Joseph Christory, Comm. l'Emm.

## Territorio
La diocesi comprende il dipartimento francese dell'Eure-et-Loir.
Sede vescovile è la città di Chartres, dove si trova la cattedrale di Notre-Dame. La chiesa è il più celebre monumento di Chartres ed è considerata uno dei più perfetti edifici gotici.
Il territorio si estende su 5.940 km² ed è suddiviso in 23 parrocchie, raggruppate in 7 decanati: Beauce, Chartres, Drouais, Dunois, Forets, Perche e Valle dell'Eure.

## Storia
Secondo alcune leggende medievali, un antico luogo di culto druidico del I secolo a.C. è all'origine del culto mariano nella regione di Chartres, che facilitò l'evangelizzazione del territorio attribuita, sempre dalla tradizione, ai santi Altino ed Eodaldo, inviati da san Saviniano di Sens. La diocesi è attestata a partire dal IV secolo: un vescovo di nome Valentino assistette a Chartres ai miracoli operati da Martino di Tours verso la fine del secolo; un altro vescovo, Aventino, prese parte al concilio di Orléans nel 511.
Autricum, capitale del popolo celtico dei Carnuti, era una civitas della Gallia Lugdunense quarta (o Senonia), come testimoniato dalla Notitia Galliarum dell'inizio del V secolo. Dal punto di vista religioso, come di quello civile, Chartres dipendeva dalla provincia ecclesiastica dell'arcidiocesi di Sens, sede metropolitana provinciale.
Nella seconda metà del VI secolo, all'epoca del vescovo Pappolo, il re merovingio Sigeberto I cercò di erigere una nuova diocesi nella parte austrasiana della diocesi di Chartres, con sede a Châteaudun nel pagus Dunensis, e vi nominò come vescovo il sacerdote Promoto. Questo tentativo laico fu disapprovato dal concilio di Parigi del 573; tuttavia Promoto rimase indisturbato sulla sua sede fino alla morte del re (575).
Nel medioevo Chartres fu sede di una importante scuola di studi filosofici e teologici, sorta nell'XI secolo per iniziativa del vescovo Fulberto, proseguita fino al secolo successivo, avendo come programma lo sviluppo della teologia cristiana mediante l'utilizzo della filosofia di Platone nell'ambito del sistema educativo della scolastica medievale. Tra i maestri della scuola di Chartres si annoverano Bernardo, Ivo, Teodorico, Guglielmo di Conches, Gilberto Porretano e Giovanni di Salisbury.
Tra il XII e il XIII secolo fu edificata la cattedrale, una delle meraviglie del gotico francese e patrimonio dell'umanità, solennemente consacrata il 17 ottobre 1260. Il 27 febbraio 1594 in questa cattedrale fu consacrato re di Francia Enrico IV.
Il 20 ottobre 1622 la diocesi di Chartres entrò a far parte della provincia ecclesiastica dell'arcidiocesi di Parigi.
Il 25 giugno 1697 cedette una porzione del suo territorio a vantaggio dell'erezione della diocesi di Blois.
Tra i vescovi della controriforma che si contraddistinsero nell'applicazione dei decreti del concilio di Trento, si annoverano Ferdinand de Neufville, che istituì il seminario maggiore nel 1659, Paul Godet des Marais, che eresse quattro seminari minori e che assieme al suo successore Montiers de Mérinville combatté energicamente il giansenismo.
All'insorgere della rivoluzione, Chartres comprendeva oltre 800 parrocchie, di cui 11 nella sola città episcopale, suddivise in 7 arcidiaconati e 14 decanati; Bonifacio VIII era stato arcidiacono di Pincerais prima di diventare papa e anche Martino V era stato canonico a Chartres. La diocesi inoltre comprendeva 13 chiese collegiate, 22 abbazie (14 maschili e 8 femminili) e molti conventi e monasteri di diversi ordini e congregazioni religiose.
In seguito al concordato con la bolla Qui Christi Domini di papa Pio VII del 29 novembre 1801 la diocesi venne soppressa ed accorpata a quella di Versailles.
Il concordato del 1817 prevedeva il ristabilimento della diocesi; per questo motivo fu nominato vescovo Jean-Baptist-Marie-Anne-Antoine de Latil. Tuttavia il Parlamento di Parigi non ratificò il concordato, per cui il nuovo vescovo poté entrare in carica solo dal 1822.
Infatti, il 6 ottobre 1822, in forza della bolla Paternae caritatis del medesimo papa Pio VII, la diocesi di Chartres fu ristabilita, ricavandone il territorio dalla diocesi di Versailles, e sottomessa alla metropolia di Parigi.
Il 9 ottobre 1966 divenne suffraganea dell'arcidiocesi di Bourges. Tuttavia l'8 dicembre 2002, con la riorganizzazione delle circoscrizioni ecclesiastiche francesi, Chartres ha cambiato ancora provincia ecclesiastica, divenendo suffraganea dell'arcidiocesi di Tours.

## Cronotassi dei vescovi
Il più antico catalogo episcopale di Chartres si trova in un manoscritto dell'abbazia della Trinità di Vendôme; di prima mano arriva fino al vescovo Agobert (1060), ed è poi stato continuato fino a Renaud de Bar († 1217).
Nella presente lista si omettono i periodi di sede vacante non superiori ai 2 anni o non storicamente accertati.
- Avvento †
- Optato †
- Valentino † (menzionato nel 395 circa)[7]
- San Martino †[8]
- Sant'Aniano †[9]
- Severo †
- Castore †
- Africano †
- Possessore †
- Policronio †
- Palladio †[10]
- Arbogasto †[11]
- Flavio †
- San Solenne †
- Sant'Aventino † (menzionato nel 511)
- Eterio † (prima del 533 - dopo il 541)
- San Leobino (o Lubenzio) † (prima del 549 - dopo il 552)
- San Caletrico † (prima del 557 - dopo il 567)
- Pappolo † (prima del 573 - dopo il 585)
- San Betario † (tra VI e VII secolo)
- Magnobodo †
- Sigoaldo †
- Mainulfo †
- Teodoaldo † (menzionato nel 614)
- Bertegisilo † (menzionato nel 627)
- San Malardo † (prima del 637 o 638 - dopo il 653)
- Gausberto † (prima del 660 - dopo il 667)
- Crodoberto †[12]
- Deodato †
- Domo †
- Promo †[13]
- Bertario †
- Bertegrano †
- Aimino †
- Agirado † (prima del 688/689 - dopo il 696/697)
- Agazio †
- Leoberto † (menzionato nel 723)
- Ado †
- Flaviano †
- Godessaldo †
- Bernoino † (prima dell'829 - dopo l'836)
- Elia † (prima dell'845 - 853[14])
- Burcardo † (prima di novembre 853 - dopo l'854)
- Frotboldo † (prima di luglio 856 - 12 giugno 857 deceduto)
- Gisleberto † (prima dell'859 - dopo l'878)
- Aimone † (menzionato nell'885)
- Girardo † (menzionato nell'886 o 887)
- Aimerico † (prima dell'890 - dopo l'891)
- Gantelmo † (prima dell'898 - dopo il 911)
- Aganone † (prima del 931 - dopo il 940)
- Ragenfredo † (menzionato nel 949/950)
- Arduino †
- Vulfaldo † (prima del 962 - 30 settembre 967 deceduto)
- Odo † (968 - 25 agosto 1003 o 1004 deceduto)
- Rodolfo † (? - luglio circa 1007 deceduto)
- San Fulberto di Chartres † (1007 - 10 aprile 1028 o 1029 deceduto)
- Thierry † (1029 - 16 aprile 1048 deceduto)
- Agobert † (prima del 1052 - dopo il 1060)
  - Hildegaire[15] † (? - 1063 deposto) (intruso)
- Robert de Tours † (prima del 1067 - 23 dicembre 1069 deceduto)
- Arrald † (prima di dicembre 1070 - 10 febbraio 1075 deceduto)
- Robert de Grandmesnil † (prima del 6 aprile 1075 - aprile 1076 deposto)
- Geoffroy † (30 luglio 1077 - 1089 deposto)
- Sant'Ivo † (23 novembre 1090 consacrato - 23 dicembre 1115 deceduto)
- Goffredo di Lèves † (24 gennaio 1116 - 24 gennaio 1149 deceduto)
- Gosselin de Lèves † (circa marzo 1149 - 1º o 3 febbraio 1155 deceduto)
- Robert † (prima di ottobre 1156 - 23 settembre 1164 deceduto)
- Guglielmo dalle Bianche Mani † (13 gennaio 1165 - 1168 nominato arcivescovo di Sens)
  - Guglielmo dalle Bianche Mani † (1168[16] - 1176 nominato arcivescovo di Reims) (amministratore apostolico)
- Giovanni di Salisbury † (8 agosto 1176 consacrato - 25 ottobre 1180 deceduto)
- Pierre de Celle, O.S.B. † (prima di ottobre 1181 - 20 febbraio 1183 deceduto)
- Renaud de Bar † (1182 - 8 dicembre 1217 deceduto)
- Gautier, O.S.B. † (1218 - 13 dicembre 1234 deceduto)
- Hugues de La Ferté † (dicembre 1234 - 8 agosto 1236 deceduto)
- Aubry Cornut † (1236 - 18 ottobre 1243 deceduto)
- Henri de Grez † (20 maggio 1244 - 4 dicembre 1246 deceduto)
- Mathieu des Champs † (prima di aprile 1247 - 31 dicembre 1259 deceduto)
- Pierre de Mincy † (12 febbraio 1260 - 22 marzo o 22 aprile 1276 deceduto)
  - Sede vacante (1276-1280)
- Simon de Perruchay † (8 aprile 1280 - 28 ottobre 1297 deceduto)
- Jean de Garlande † (gennaio 1298 - 1º ottobre 1315 deceduto)
- Robert de Joigny † (ottobre 1315 - 20 o 25 aprile 1326 deceduto)
- Pierre de Chappes † (21 maggio 1326 - 18 dicembre 1327 dimesso)
- Jean du Plessis-Pasté † (23 dicembre 1327 - 30 marzo 1332 deceduto)
- Aymeric de Chalus † (13 maggio 1332 - 20 settembre 1342 dimesso)
- Guglielmo Amici † (7 ottobre 1342 - 2 marzo 1349 nominato patriarca di Gerusalemme)
- Louis de Vaucemain † (2 marzo 1349 - 19 gennaio 1357 deceduto)
- Simon Lemaire, O.S.B. † (30 gennaio 1357 - 20 giugno 1360 deceduto)
- Jean d'Anguerant † (21 luglio 1360 - 1368 nominato vescovo di Beauvais)
- Guillaume de Chanac, O.S.B. † (22 settembre 1368 - 8 gennaio 1371 nominato vescovo di Mende)
- Guérin d'Arcy † (8 gennaio 1371 - 10 agosto 1376 deceduto)
- Eblon du Puy † (10 settembre 1376 - 26 febbraio 1380 deceduto)
- Jean Le Fèvre, O.S.B. † (5 marzo 1380 - 11 gennaio 1390 deceduto)
- Jean de Montaigu † (29 gennaio 1390 - 11 aprile 1407 nominato arcivescovo di Sens)
- Martin Gouge de Charpaigne † (10 marzo 1408 - 15 maggio 1415 nominato vescovo di Clermont)
- Philippe de Boisgilon † (4 settembre 1415 - 21 settembre 1418 deceduto)
  - Giordano Orsini † (30 agosto 1419 - 19 dicembre 1419 dimesso) (amministratore apostolico)
- Jean de Frétigny † (19 dicembre 1419 - 25 marzo 1432 deceduto)
- Robert Dauphin, O.S.B. † (30 maggio 1432 - 12 aprile 1434 nominato vescovo di Albi)
- Thibaut Lemoine † (21 aprile 1434 - 26 giugno 1441 deceduto)
- Pierre de Comborn, O.Cist. † (18 agosto 1441 - 28 gennaio 1443 nominato vescovo di Évreux)
- Pierre Bèchebien † (28 gennaio 1443 - 19 marzo 1459 deceduto)
- Miles d'Illiers † (11 settembre 1459 - 3 dicembre 1492 dimesso)
- René d'Illiers † (3 dicembre 1492 - 8 aprile 1507 deceduto)
- Eberhard von der Mark † (5 novembre 1507 - 1525 dimesso)
- Louis Guillard † (29 marzo 1525 - 16 ottobre 1553 nominato vescovo di Chalon)
- Charles Guillard † (2 ottobre 1553 - 11 dicembre 1566 deposto)
  - Sede vacante (1566-1573)
- Nicolas de Thou † (8 aprile 1573 - 5 o 6 novembre 1598 deceduto)
  - Sede vacante (1598-1608)
- Philippe Hurault de Cheverny † (7 gennaio 1608 - 27 maggio 1620 deceduto)
- Léonor d'Estampes de Valançay, O.S.B. † (17 agosto 1620 - 10 novembre 1642 nominato arcivescovo di Reims)
- Jacques Lescot, O.S.A. † (22 giugno 1643 - 22 agosto 1656 deceduto)
- Ferdinand de Neufville de Villeroy † (24 settembre 1657 - 8 gennaio 1690 deceduto)
  - Sede vacante (1690-1692)
- Paul Godet des Marais † (4 febbraio 1692 - 26 settembre 1709 deceduto)
- Charles-François Des Montiers de Mérinville † (10 marzo 1710 - 10 maggio 1746 deceduto)
- Pierre-Augustin-Bernardin de Rosset de Rocozel de Fleury † (19 settembre 1746 - 13 gennaio 1780 deceduto)
- Jean-Baptiste-Joseph de Lubersac † (20 marzo 1780 - 29 novembre 1801 dimesso)
  - Sede soppressa (1801-1821)
- Jean-Baptist-Marie-Anne-Antoine de Latil † (1º ottobre 1817 - 12 luglio 1824 nominato arcivescovo di Reims)[17]
- Claude-Hippolyte Clausel de Montals † (12 luglio 1824 - 16 dicembre 1852 dimesso)
- Louis-Eugène Regnault † (16 dicembre 1852 succeduto - 3 agosto 1889 deceduto)
- François Lagrange † (30 dicembre 1889 - 23 giugno 1895 deceduto)
- Bon-Arthur-Gabriel Mollien † (25 giugno 1896 - 28 maggio 1904 deceduto)
- Henri-Louis-Alfred Bouquet † (21 febbraio 1906 - 13 marzo 1926 deceduto)
- Raoul-Octove-Marie-Jean Harscouët † (21 giugno 1926 - 18 ottobre 1954 deceduto)
- Roger Jean Fernand Michon † (12 febbraio 1955 - 6 maggio 1978 deceduto)
- Michel Joseph Kuehn † (27 luglio 1978 - 6 aprile 1991 dimesso)
- Jacques Jean Joseph Jules Perrier (6 aprile 1991 succeduto - 30 maggio 1997 nominato vescovo coadiutore di Tarbes)
- Bernard-Nicolas Jean-Marie Aubertin, O.Cist. (4 agosto 1998 - 23 giugno 2005 nominato arcivescovo di Tours)
- Michel Armand Alexis Jean Pansard (21 dicembre 2005 - 1º agosto 2017 nominato vescovo di Évry-Corbeil-Essonnes)
- Philippe Maurice Marie Joseph Christory, Comm. l'Emm., dal 2 febbraio 2018

## Statistiche
La diocesi nel 2023 su una popolazione di 433.000 persone contava 287.000 battezzati, corrispondenti al 66,3% del totale.
| anno | popolazione | popolazione | popolazione | presbiteri | presbiteri | presbiteri | presbiteri                | diaconi | religiosi | religiosi | parrocchie |
| anno | battezzati  | totale      | %           | numero     | secolari   | regolari   | battezzati per presbitero | diaconi | uomini    | donne     | parrocchie |
| ---- | ----------- | ----------- | ----------- | ---------- | ---------- | ---------- | ------------------------- | ------- | --------- | --------- | ---------- |
| 1950 | 250.000     | 252.690     | 98,9        | 343        | 312        | 31         | 728                       |         | 74        | 722       | 377        |
| 1959 | 256.000     | 261.035     | 98,1        | 365        | 338        | 27         | 701                       |         | 92        | 615       | 388        |
| 1970 | 297.000     | 302.200     | 98,3        | 282        | 282        |            | 1.053                     |         |           |           | 389        |
| 1980 | 326.000     | 346.000     | 94,2        | 231        | 212        | 19         | 1.411                     |         | 26        | 605       | 392        |
| 1990 | 331.000     | 371.000     | 89,2        | 166        | 159        | 7          | 1.993                     | 3       | 9         | 473       | 389        |
| 1999 | 358.700     | 405.000     | 88,6        | 115        | 101        | 14         | 3.119                     | 15      | 15        | 392       | 85         |
| 2000 | 361.000     | 407.665     | 88,6        | 120        | 100        | 20         | 3.008                     | 20      | 23        | 388       | 85         |
| 2001 | 361.000     | 407.665     | 88,6        | 117        | 96         | 21         | 3.085                     | 18      | 24        | 380       | 84         |
| 2002 | 285.000     | 407.665     | 69,9        | 107        | 89         | 18         | 2.663                     | 18      | 20        | 377       | 82         |
| 2003 | 285.000     | 407.665     | 69,9        | 105        | 89         | 16         | 2.714                     | 19      | 18        | 360       | 82         |
| 2004 | 285.000     | 407.665     | 69,9        | 103        | 86         | 17         | 2.766                     | 23      | 19        | 354       | 82         |
| 2006 | 287.000     | 409.600     | 70,1        | 104        | 84         | 20         | 2.759                     | 23      | 22        | 312       | 78         |
| 2013 | 298.000     | 427.800     | 69,7        | 86         | 62         | 24         | 3.465                     | 25      | 75        | 223       | 79         |
| 2016 | 277.159     | 433.815     | 63,9        | 78         | 62         | 16         | 3.553                     | 28      | 38        | 216       | 23         |
| 2019 | 286.400     | 431.437     | 66,4        | 73         | 60         | 13         | 3.923                     | 29      | 56        | 174       | 23         |
| 2021 | 286.850     | 432.107     | 66,4        | 65         | 53         | 12         | 4.413                     | 29      | 74        | 107       | 23         |
| 2023 | 287.000     | 433.000     | 66,3        | 56         | 47         | 9          | 5.125                     | 32      | 71        | 80        | 23         |